# Andrew Chrabascz
Andrew Chrabascz (Portsmouth, 14 giugno 1994) è un allenatore di pallacanestro ed ex cestista statunitense con cittadinanza armena.